# Step aerobic
 For alternative betydninger, se Step (flertydig). (Se også artikler, som begynder med Step)
Step Aerobic (også steptræning eller stepping) er aerobic/konditionstræning med brug af en 10-25 cm høj stepbænk. Det er en fysisk øvelse, der svarer til gang op ad trapper. Træningen blev opfundet sidst i 1980'erne i USA og er nu udbredt til hele verden. Den er i Danmark meget almindelig i motionscentre og i gymnastik- og idrætsforeninger. Step Aerobic findes også som konkurrenceform under FISAF og der er over 30 deltagende nationer til VM.
Step Aerobic består af gang, step-ups, og løfttrin (spark m.m.) i forskellige kombinationer og variationer samt overkropsbevægelser op og ned af en stepbænk. Pulsen er høj, men ledbelastningen er lav.
Et træningspas består af opvarmning (7-10 minutter), konditions-/koordinationstræning og nedkøling (20-40 minutter) og udstrækning (5-10 minutter). Kalorieforbrændingen afhænger af tid, modstand/niveau og trin per minut.

## Uddannelse
Step Aerobic-instruktører uddannes på Trænerakademiet på Aalborg Sportshøjskole (1-årig), på idræts- og sportshøjskoler, hos DGF, DGI og DFIF og på kommercielle fitnesscentres uddannelser.